# Xaviera Hollander
Xaviera Hollander, pseudonimo di Xaviera de Vries, nota anche con il soprannome The Happy Hooker (Surabaya, 15 giugno 1943), è una scrittrice ed ex-prostituta olandese.

## Biografia

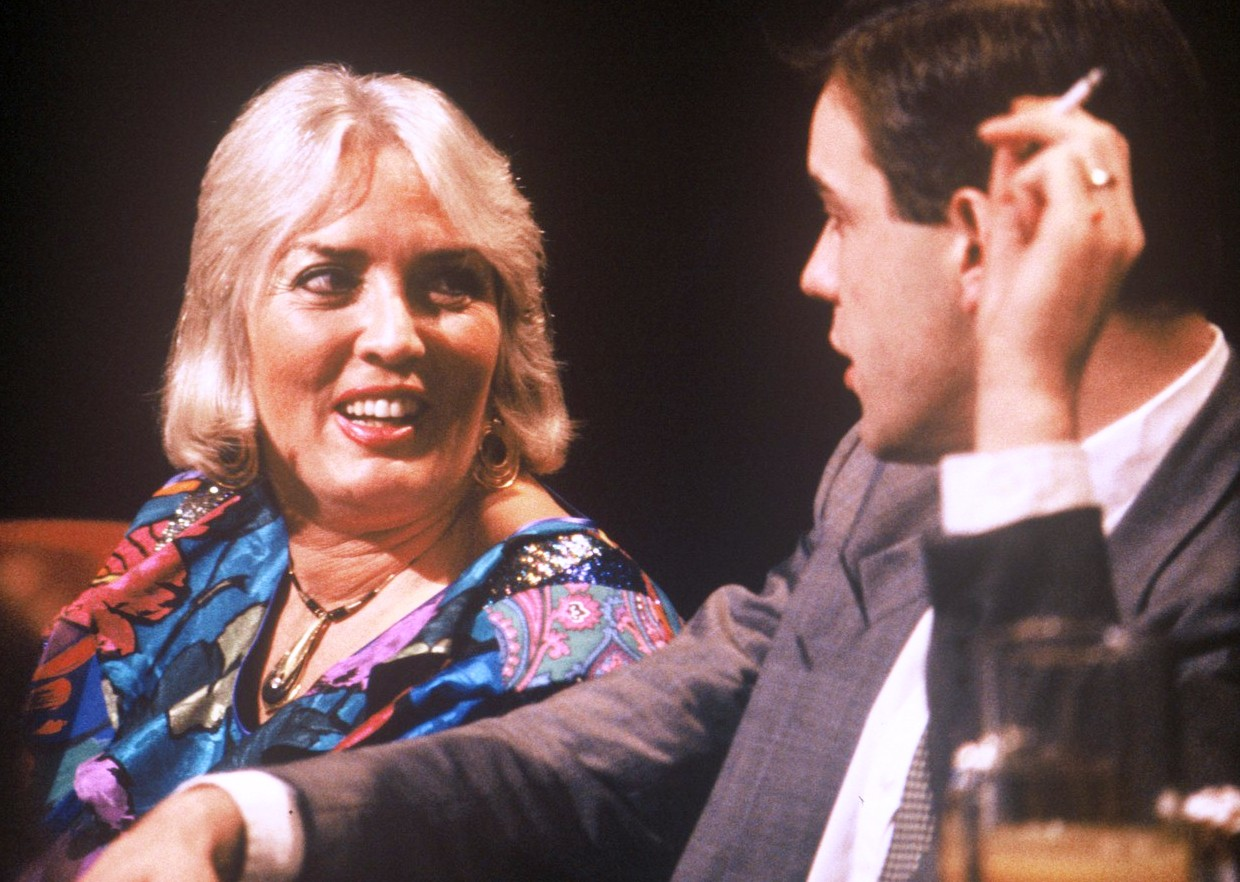
Xaviera Hollander al programma televisivo After Dark nel 1989

Xaviera Hollander nasce con il 15 giugno 1943 con il nome Xaviera de Vries, detta Vera, a Surabaya, durante l'occupazione giapponese delle Indie orientali olandesi, che in seguito divenne parte dell'Indonesia, da padre ebreo olandese, di professione fisico, e da madre francese con origini tedesche. Passa i primi anni della propria esistenza in un campo di internamento giapponese, durante la seconda guerra mondiale.
Poco dopo i vent'anni, lascia Amsterdam, nei Paesi Bassi, per trasferirsi a Johannesburg, in Sudafrica, dove vive la sorellastra. Qui incontra e si fidanza con John Weber, un economista statunitense. Quando il fidanzamento si rompe, Xaviera lascia il Sudafrica e si trasferisce a New York, negli Stati Uniti. Nel 1968 si licenzia dal suo lavoro di segretaria nel consolato olandese di Manhattan per diventare una ragazza squillo, lavoro che le permette di guadagnare $ 1 000 a notte. Un anno dopo apre la propria casa di tolleranza, The Vertical Whorehouse, divenendo presto la principale tenutaria di bordello di New York. Nel 1971 viene arrestata per prostituzione dalla polizia di New York e costretta a lasciare gli Stati Uniti.
Nel 1972 Xaviera Hollander pubblica il suo primo libro di memorie: The Happy Hooker. My Own Story. Per realizzare il volume, Robin Moore trascrive le memorie di Xaviera Hollander sotto dettatura, mentre Yvonne Dunleavy, in qualità ghost writer, ne mette in forma narrativa i contenuti. Successivamente la Hollander scrive numerosi altri libri e produce rappresentazioni teatrali ad Amsterdam. Il suo secondo libro Child No More, racconta la storia della perdita della madre. Per 35 anni scrive una rubrica di consigli su Penthouse, intitolata Call Me Madam.
Nei primi anni settanta registra un album spoken-word intitolato Xaviera! per l'etichetta canadese GRT Records, dove discute di filosofia riguardo sesso e prostituzione, canta una cover della canzone Michelle dei Beatles e registra numerosi incontri sessuali simulati, compresi un esempio di sesso al telefono, un triangolo e un incontro con l'ospite vocale Ronnie Hawkins. Nel 1974 viene distribuito dalla Reiss Games, Inc. il gioco da tavolo Xaviera's Game. Nel 1975 Xaviera Hollander interpreta il film semi-autobiografico La mondana felice (My Pleasure is My Business).
Nel 2005 apre il Xaviera's Happy House, un bed and breakfast nella sua casa di Amsterdam.

## Vita privata
Durante gli anni settanta, Xaviera Hollander ha vissuto per diverso tempo a Toronto, dove ha sposato Frank Applebaum, un antiquario canadese, ed era una presenza fissa nel centro della città. In seguito ha avuto un amante di nome John Drummond, con il quale ha avuto una lunga relazione durata per molti anni e con il quale ha scritto due libri, compreso Let's Get Moving del 1988, che parla della loro vita assieme: "Sono andata a vivere con quello che per anni è stato l'amore della mia vita, John Drummond, uno scatenato intellettuale scozzese a cui, a volte, piacevano troppo il suo whisky, la birra e i vini. Facevamo sesso alla grande, spesso fino a 3 volte al giorno, e lui aveva circa 17 anni più di me".
In un'intervista del 2018, rivela un lato oscuro della relazione con un uomo che lei chiama "L'amore della mia vita!": "L'amore della mia vita di 25 anni fa, John Drummond, uno scozzese brillante e chiassoso con un accento 'thatcheresco', soprattutto quando era sotto l'influenza di qualche scotch, di birra o vino, era diventato piuttosto distruttivo nei miei confronti. È l'unico uomo che sia riuscito a privarmi temporaneamente della mia autostima o della mia identità. Affermava che il modo in cui un uomo britannico dice 'ti amo' è sbattere giù la sua donna.". Drummond è indicato come uno dei suoi mariti.
La Hollander afferma di essere "diventata lesbica" attorno al 1997, stabilendo una relazione di lungo termine con una poetessa olandese chiamata Dia. Nel gennaio 2007, comunque, sposa un uomo olandese, Philip de Haan, ad Amsterdam.

## Libri (parziale)
- (EN) The Happy Hooker. My Own Story, New York, Dell Book, 1972.
- (EN) Letters to the Happy Hooker, Warner Books, 1973.
- (EN) Xaviera Goes Wild!, Warner Books, 1974, ISBN 0446596329.
- (EN) Xaviera on the Best Part of a Man, Signet, 1975.
- (EN) Xaviera's Supersex, Signet, 1976.
- (EN) Xaviera: Her Continuing Adventures, Warner Books, 1976, ISBN 0446361127.
- (EN) Xaviera's Fantastic Sex, Signet, 1978.
- (EN) Madame l'Ambassadrice, Londra, Panther, 1984, ISBN 0583135773.
- (NL) Kind af, Schneider, Henja, 2001, ISBN 9024541476.
- (EN) Child No More: A Memoir, New York, ReganBooks, 2002, ISBN 0060014180.
- (EN) The Happy Hooker's Guide to Sex: 69 Orgasmic Ways to Pleasure a Woman, Skyhorse, 2008, ISBN 1602392404.
- (EN) The Erotic Adventures of Sandra, Aidan Ellis.

## Discografia

### Album
- 1973 - Xaviera!
- 1984 - Happily Hooked (Sexy Songs Sung By Xaviera Hollander)

### Singoli
- My Pleasure Is My Business (Radio Spots)

## Filmografia

### Attrice

#### Cinema
- La mondana felice (My Pleasure is My Business), regia di Al Waxman (1975)
- Penthouse Love Stories, regia di Edward Holzman e Vivian R. Moss - direct-to-video (1986)
- Transit, regia di Eddy Terstall (1992)
- A History of Sex, regia di Michael Coulter - documentario (2003)
- Inside Gola profonda, regia di Fenton Bailey e Randy Barbato - documentario (2005)
- Xaviera Hollander, the Happy Hooker: Portrait of a Sexual Revolutionary, regia di Robert Dunlap - documentario (2008)
- Filthy Gorgeous: The Bob Guccione Story, regia di Barry Avrich - documentario (2013)

#### Televisione
- History's Mysteries - serie TV, episodio 3x18 (2000)
- Eurotrash - serie TV, episodio 13x04 (2000)
- De 100% ab show - serie TV (2002)
- PaPaul - serie TV, episodio 1x61 (2004)

### Sceneggiatrice
- The Happy Hooker, regia di Nicholas Sgarro (1975)
- Xaviera Hollander, the Happy Hooker: Portrait of a Sexual Revolutionary, regia di Robert Dunlap - documentario (2008)

## Programmi televisivi
- Dix de der - talk show (1976)
- Apostrophes - talk show (1977)
- Le dessus du panier - talk show (1978)
- After Dark - talk show (1989)

## Radio
- The James Whale Radio Show (1989)